# Cantonul Monthois
Cantonul Monthois este un canton din arondismentul Vouziers, departamentul Ardennes, regiunea Champagne-Ardenne, Franța.

## Comune
| Comune                   | Populație (1999) | Cod poștal | Cod INSEE |
| ------------------------ | ---------------- | ---------- | --------- |
| Ardeuil-et-Montfauxelles | 89               | 08400      | 08018     |
| Aure                     | 62               | 08400      | 08031     |
| Autry                    | 147              | 08250      | 08036     |
| Bouconville              | 49               | 08250      | 08074     |
| Brécy-Brières            | 92               | 08400      | 08082     |
| Challerange              | 435              | 08400      | 08097     |
| Condé-lès-Autry          | 74               | 08250      | 08128     |
| Liry                     | 106              | 08400      | 08256     |
| Manre                    | 127              | 08400      | 08271     |
| Marvaux-Vieux            | 67               | 08400      | 08280     |
| Montcheutin              | 140              | 08250      | 08296     |
| Monthois                 | 382              | 08400      | 08303     |
| Mont-Saint-Martin        | 83               | 08400      | 08308     |
| Saint-Morel              | 239              | 08400      | 08392     |
| Savigny-sur-Aisne        | 370              | 08400      | 08406     |
| Séchault                 | 77               | 08250      | 08407     |
| Sugny                    | 87               | 08400      | 08431     |
| Vaux-lès-Mouron          | 80               | 08250      | 08464     |